# Scott Automobile Company
Scott Automobile Company, vorher Scott & Cooper Manufacturing Company, war ein US-amerikanischer Hersteller von Automobilen.

## Unternehmensgeschichte
Die Brüder Ashley und Semple Scott aus St. Louis in Missouri hatten bereits 1898 einen Omnibus und 1899 einen Personenkraftwagen mit Elektromotor hergestellt. Finanzielle Gründe verhinderten zunächst die Gründung eines Unternehmens und die Aufnahme einer Serienproduktion.
Im September 1900 gründete Ashley Scott zusammen mit dem Geldgeber Todd K. Cooper die Scott & Cooper Manufacturing Company. Die Produktion von Automobilen begann. Der Markenname lautete Scott.
Später im Jahr 1900 gründete Semple Scott die Scott Automobile Company. Sein Partner war Charles Drummond, der offensichtlich finanziell besser gestellt war als Cooper. Wenig später übernahm die Scott Automobile Company die andere Gesellschaft. Cooper schied aus.
1901 wurde die Elektroabteilung der A. L. Dyke Automobile Supply Company aus der gleichen Stadt übernommen.
Gegen Ende desselben Jahres wurde das Unternehmen aufgelöst.
Weitere US-amerikanische Hersteller von Personenkraftwagen der Marke Scott waren Scott Iron Works, J. A. Scott Motor Works und Scott.

## Fahrzeuge
Der Omnibus von 1898 bot Platz für acht Personen. Der Pkw von 1899 war ein Runabout.
Die erste Gesellschaft bot drei Modelle von Elektroautos an. Überliefert sind zwei verschiedene Stanhope und ein Lieferwagen.
Die zweite Gesellschaft stellte ebenfalls Elektroautos her.
Nach der Übernahme von Dykes Unternehmen wurden deren Elektromodelle weiter produziert.
Außerdem entstand ein Dampfwagen als Prototyp.